# Tři dny temnoty

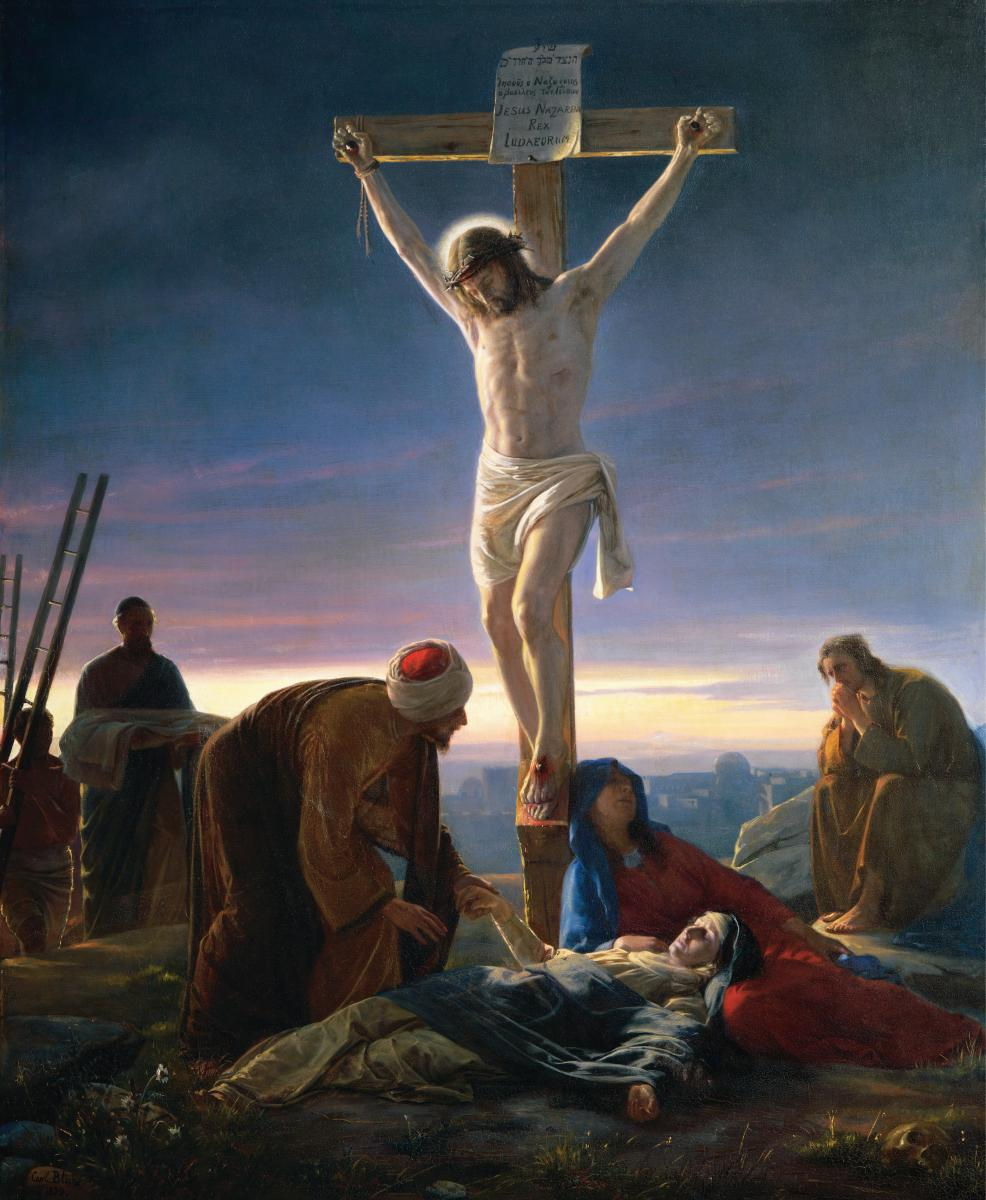
Kristus na Kříži od Carla Heinricha Blocha, zobrazující temnotu v pozadí scény ukžiřování.

Tři dny temnoty jsou jedním z eschatologických proroctví, které pochází z vizí několika mystiků katolické církve. Jedná se o tři dny temnoty seslané Bohem, během kterých dojde k očištění světa od nepřátel církve. Nebude svítit žádný umělý zdroj světla kromě požehnaných svící. Nikdo mimo úkryt nepřežije. Tuto událost předpovídaly například blahoslavená Anna Maria Taigi a bretoňská mystička a stigmatička Marie Julie Jahenny.

## Biblické pozadí
Předpověď budoucích tří dnů temnoty není nikde v Bibli explicitně predikována, ani kdekoliv ve Starém zákoně, ani v evangeliích či v Apokalypse svatého Jana. Tři dny temnoty coby forma Božího trestu se nicméně ve Starém zákoně vyskytují. Jednalo se o jednu z ran, kterou Bůh uvrhl na Egypťany před odchodem židovského národa z Egypta. Ex 10, 20-21 (Kral, ČEP)
Po ukřižování Ježíše Krista zahalila celou zemi temnota, která trvala tři hodiny. Mt 27, 45 (Kral, ČEP)
Ve Skutcích apoštolů se píše, že soudnému dni bude předcházet temnota ("Slunce se obrátí v temnotu a měsíc se změní v krev, než přijde den Páně, velký a slavný.") Sk 2, 20 (Kral, ČEP)

## Postoj Katolické církve
Prorokovaná událost tří dnů temnoty patří mezi tak zvaná soukromá zjevení. Vše, co je potřeba znát pro spásu, již bylo zjeveno Ježíšem Kristem a apoštoly. Žádný katolík tedy není povinen této vizi věřit.

## Anna Maria Taigi
Italská mystička, blahoslavená Anna Maria Taigi (1769–1837), popisuje událost takto:
| „ | Bůh sešle dva tresty: jeden bude v podobě válek, revolucí a jiného zla, ten započne na zemi. Druhý bude seslán z Nebe. Na celé zemi bude intenzivní temnota trvající tři dny a tři noci. Nic nebude vidět a vzduch bude zasažen morem, který postihne především, ale nikoliv výhradně, nepřátele náboženství. Bude nemožné užít jakýkoliv člověkem vytvořený zdroj světla během této temnoty, s výjimkou požehnaných svící. Ten, kdo ze zvědavosti otevře okno, aby se podíval ven, či opustil svůj dům, padne na místě mrtev k zemi. Během těchto tří dní nechť lidé zůstanou doma, modlí se růženec a prosí Boha o milosrdenství. | “ |

Ve svých vizích dále popisuje, že během těchto tří dní budou pekelné mocnosti uvolněny na zem, která bude pukat, oblaka budou ohnivá. Nikdo mimo úkryt nepřežije.

## Marie Julie Jahenny
Bretoňská stigmatička  a mystička Marie Julie Jahenny (1850–1941) ve svých vizích též popisuje tři dny temnoty:
| „ | Budou tři dny fyzické temnoty. Během tří dní a dvou nocí bude kontinuální temnota. Požehnané voskové svíce budou to jediné, co bude bude vydávat světlo během této strašné temnoty, jedna svíce bude postačovat pro všechny tři dny, ale v domech zkažených nevydají žádné světlo. | “ |

Dále upřesňuje, že tyto dny budou čtvrtek, pátek a sobota, dny Kristova utrpení, ukřižování a setrvání v hrobě.